# 聯合國安全理事會第77號決議
聯合國安理會77號決議是1949年10月11日在聯合國安全理事會第450次會議通過的。安理會收到並審閱了常規軍備委員會的第二份進度報告，為此這項決議請聯合國秘書長將該報告、附錄及安理會討論紀錄送交聯合國大會。
該決議在烏克蘭蘇維埃社會主義共和國和蘇聯棄權下，以9票對0票通過。

## 外部連結
- 77號決議全文 （页面存档备份，存于）